# Chlorokybophyceae
Chlorokybus atmophyticus es una especie de alga verde unicelular de tierra que se encuentra en las zonas alpinas. Ha sido clasificada como el único miembro de la clase Chlorokybophyceae dentro de la división Charophyta.
A veces está incluida en el orden Chlorokybales en la clase Charophyceae o en el orden Klebsormidiales. También es posible que Chlorokybales y Mesostigmatales formen un solo clado.